# Innocent color
innocent color（イノセント・カラー）は柳原愛子のアルバム。

## 内容
唯一のオリジナルアルバムはシングル収録曲以外全ての作詞を担当し、一部の楽曲でフルートを演奏している。

## 批評
CDジャーナルは「彼女のBGMにならない歌声を聴いてると、どうしても曲から耳を離せなくなってしまう」と評した。

## 収録曲
1. Don't let me down
作詞・作曲：川島だりあ　編曲：池田大介
2. 涙より悲しい気持ち
作詞：柳原愛子　作曲：増崎孝司　編曲：池田大介
3. 風を追いかけて
作詞：柳原愛子　作曲：稗島寿太郎　編曲：徳永暁人
4. Rainy Day
作詞：柳原愛子　作曲：多々納好夫　編曲：徳永暁人
5. 過ぎゆく時間の中
作詞：柳原愛子　作曲：浅田直　編曲：池田大介
6. 想い出のかけら
作詞：柳原愛子　作曲：望月衛介　編曲：大堀薫
7. きっと ふたり 会えてよかった
作詞：向井玲子　作曲：栗林誠一郎　編曲：池田大介
8. 新しい道を探して
作詞：柳原愛子　作曲：多々納好夫　編曲：徳永暁人
9. ときめきながら 微笑みながら
作詞：柳原愛子　作曲：増崎孝司　編曲：池田大介
10. 遠く消えてゆく…
作詞：柳原愛子　作曲：内藤慎也　編曲：池田大介

## 参加ミュージシャン
- 鈴木英俊 - ギター
- 田川伸治（DEEN） - ギター
- 増崎孝司（DIMENSION） - ギター
- 徳永暁人 - ベース
- 渡辺直樹 - ベース
- 太田美智彦 - キーボード
- 小野塚晃（DIMENSION） - キーボード
- 栗林誠一郎 - コーラス
- 古川真一 - コーラス
- 牧穂エミ - コーラス
- 井上留美子 - コーラス
- ELIKA - コーラス